# マコンデ語
マコンデ語（Makonde、ChiMakonde）は、バントゥー語群に属する言語である。話者は、タンザニア南東部やモザンビーク北部に居住するマコンデ族の人々である。ヤオ語とは言語分類的に近い関係にある。フランス領のマヨット島にも話者が存在する。

## 言語名別称
- Chimakonde
- Chinimakonde
- Kimakonde
- Konde
- Matambe
- Matambwe
- Mekwengo

## 方言
- Matambwe
- Maviha